# Quarrington (Lincolnshire)
Quarrington est un village et une ancienne paroisse civile du Lincolnshire, en Angleterre.